# Gelders Genootschap
Het Gelders Genootschap, voluit Gelders genootschap tot bevordering en instandhouding van de schoonheid van stad en land, is een adviesorganisatie voor de ruimtelijke kwaliteit in de Nederlandse provincie Gelderland en als zodanig een vereniging van gemeenten. De organisatie verstrekt jaarlijks zo'n 15.000 adviezen aan de deelnemende gemeenten. Zij heeft door haar juridische status geen winstoogmerk. Voorzitter is voormalig Gelders gedeputeerde Jan Markink.

## Geschiedenis
Het Genootschap, zoals de organisatie in spreektaal wordt genoemd, werd in 1919 opgericht als schoonheidscommissie ter advisering van een aantal gemeentelijke overheden. In de beginperiode werd voornamelijk 'gestreden' tegen incidenten, zoals ontsierende reclame.
Tegenwoordig zijn naast alle Gelderse gemeenten ook de Limburgse gemeenten Bergen, Gennep en Mook en Middelaar lid van het Genootschap. De organisatie heeft onder meer zitting in de meerderheid van de Gelderse welstandscommissies en werkt mee aan de voorbereiding van ruimtelijke plannen.

## Per provincie
In principe heeft elke provincie een  provinciaal steunpunt cultureel erfgoed, een onafhankelijk instituut voor cultureel erfgoed in die provincie. Het biedt gemeenten hulp bij het vormgeven van cultuurhistorisch beleid en de ruimtelijke inpassing hiervan. Ook ondersteunt het particulieren. Onder cultureel erfgoed vallen archeologische objecten, monumenten en cultuurlandschap. De steunpunten zijn soms geïntegreerd met andere provinciale instanties, zoals de provinciale erfgoedinstelling.